# Философская дискуссия 1947 года
Филосо́фская диску́ссия 1947 го́да (январь и июнь 1947) — публичная научная дискуссия общесоюзного масштаба в советской философии.

## История
Философию развивали революционеры и учёные. Что же касается наших философов-профессионалов, заполняющих институты философии и философские кафедры учебных заведений, партийных школ, то никто из них за тридцать лет советской власти и торжества марксизма в нашей стране не высказал ни одной новой мысли, которая вошла бы в сокровищницу марксистско-ленинской философии. Более того, никто из наших философов-профессионалов не высказал ни одной мысли, которая обогатила бы какую-либо конкретную область знания. Это в равной степени относится к Деборину и Митину, Юдину и Александрову, Максимову и Кедрову и всем остальным. — Ю. А. Жданов, сентябрь 1949 года 
- В мае 1944 года решением ЦК партии был осуждён третий том «Истории философии» (ред.: Г. Ф. Александров, Б. Э. Быховский, М. Б. Митин, П. Ф. Юдин), как содержащий грубые ошибки в оценке немецкой классической философии. С книги снята присуждённая ранее Сталинская премия. Главным инициатором разгрома «Истории философии» был профессор З. Я. Белецкий, а текст постановления ЦК ВКП(б) о третьем томе «Истории философии» готовил П. Н. Поспелов, он формулировал оргвыводы и, скорее всего, был «мозговым центром» всей операции[2].
- В самом начале 1946 г. вышла книга начальника Управления пропаганды и агитации ЦК партии Г. Ф. Александрова «История западноевропейской философии». Книга вышла тиражом 5000 экземпляров, имела гриф Института философии АН СССР и была допущена Министерством высшего образования СССР в качестве учебника для университетов и гуманитарных факультетов высших учебных заведений. Она обсуждалась в Институте философии (январь 1947 г.), но «в верхах» обсуждение было признано неудовлетворительным[3].
- В ноябре 1946 года Г. Ф. Александрову присуждена Сталинская премия за учебник «История западноевропейской философии».

 Работа Г. Ф. Александрова по марксистской философии стоит на весьма высоком научно-исследовательском уровне. — П. Н. Поспелов, 26 ноября 1946 года 
- 18 ноября 1946 года профессор З. Я. Белецкий обратился с письмом к И. В. Сталину, где критиковал содержание учебника, в частности указывал, что в книге не учитываются решения ЦК партии 1944 года по третьему тому «Истории философии». Позиция Белецкого была жёсткой и последовательной. Он отвергал философию как науку о «чистом познании, чистой истине, благе, добре и т. д. — …философия при таком представлении изображается как самостоятельный процесс, где формируются общие законы мира и познания», а история философии «начинает излагаться… как чистая филиация идей… Такое изложение истории философии доставляет автору наслаждение. Он погружается в сферу чистой мысли и конструирует там мир». «Марксистский подход, — пишет Белецкий, — требует умения понять (философскую фразу. — Авт.) как идеологию определённого общества, класса, государства… Только при таком изложении история философии приобретает смысл и перестаёт быть сборником философских терминов, она предстаёт как наука партийная»[5]
- 30 ноября 1946 года Г. Ф. Александров избран действительным членом АН СССР.
- В декабре 1946 года в адрес книги последовали серьёзные критические замечания И. В. Сталина «о существенных, крупных недостатках и ошибках в освещении истории философии»[4].
- В конце 1946 года ЦК партии предложил подвергнуть «Историю западноевропейской философии» обсуждению.
- В январе 1947 года по указанию Г. Ф. Александрова его заместителями М. Т. Иовчуком и П. Н. Федосеевым было организовано обсуждение в Институте философии АН СССР. В президиуме заседания присутствовал А. Н. Поскрёбышев.
- В апреле 1947 года ЦК партии признало организацию проведённой дискуссии и способ подведения её итогов неудовлетворительными, и назначило повторную дискуссию, поручив её организацию и проведение секретарю ЦК партии А. А. Жданову.[6] Дискуссия в том виде, в каком она была проведена, оказалась бледной, куцей, неэффективной, а поэтому и не имела должных результатов. В связи с этим ЦК решил организовать новую дискуссию с тем, чтобы к этой дискуссии были привлечены не только работники из Москвы, но и работники из республик и крупных городов РСФСР (А. А. Жданов)[7]
- Дискуссия под руководством А. А. Жданова состоялась с 16 по 25 июня 1947 года. На дискуссии присутствовало около 500 человек, в том числе секретари ЦК партии А. А. Кузнецов и М. А. Суслов.

 Причина отставания на философском фронте не связана ни с какими объективными условиями… Причины отставания на философском фронте надо искать в области субъективного. — А. А. Жданов, 24 июня 1946 г.
- 17 сентября 1947 года начальником Управления пропаганды и агитации ЦК партии вместо Г. Ф. Александрова назначен М. А. Суслов. Первый заместитель Александрова — П. Н. Федосеев — также был отстранён, и его пост занял Д. Т. Шепилов.[9] Спустя 5 дней Г. Ф. Александров получил должность директора Института философии АН СССР.[10]

После проведённой философской дискуссии по книге Александрова «История западноевропейской философии» ЦК ВКП(б) поручил Г.Ф. Александрову, М. А. Дыннику, М. Т. Иовчуку, Б. М. Кедрову, М. А. Леонову, М. Б. Митину и О. В. Трахтенбергу написать новую книгу по истории философии с учётом итогов дискуссии и высказанной в ходе неё критики в адрес работы Александрова.

## Реакция на дискуссию
- По мнению философа З. А. Каменского : Оценивая в целом теоретико-методологические идеи, выдвинутые в речи Жданова, следует сказать, что они сыграли глубоко реакционную роль в дальнейших судьбах советской истории философии как науки. Во-первых, докладчик, полностью утвердившись в старых, сформулированных до него догмах, ввёл догмы дополнительные.
К их числу следует отнести прежде всего три: о том, что философия становится наукой только со времени возникновения марксистской философии, об изменяемости предмета философии и об отпочковании от философии всех прочих наук. Все они были восприняты философской общественностью как основоположения для научной работы, как генеральные установки, которые следует реализовывать в преподавании философии, при написании статей и монографий.[12]
- По мнению философа Александра Огурцова :

Дискуссия, проведенная 16—25 июня 1947 года в Институте философии АН СССР, была, разумеется, далека от научной. На ней господствовал все тот же стиль брани, политических ярлыков и обвинений... Совершенно очевидно, что причина проведения этой дискуссии не в достоинствах или недостатках книги, а в том, что кто-то вообще притязал на лидерство в философии. Необходимо было уничтожить... последний островок философской работы, иссушить историко-философские искания... Выступление А. А. Жданова было движимо стремлением навязать “философскому фронту” догматические клише, заставить историков философии пересмотреть оценки мыслителей прошлого, подчинить их работу прямолинейным схемам и догматам.
— Подавление философии //  СУРОВАЯ ДРАМА НАРОДА: Ученые и публицисты о природе сталинизма
- Советские учебники, издававшиеся после смерти Жданова и Сталина, характеризовали дискуссию следующим образом:

В выступлении А. А. Жданова, который в основном правильно характеризовал роль борьбы партии в истории философии, не раскрывалась познавательная роль истории философской мысли и преемственность в ней, не отмечалась большая положительная роль классической немецкой философии в подготовлении диалектического материализма, не подчеркивалось всемирно-историческое значение ленинского этапа в развитии марксистской философии.Щипанов И. Я., Главные вехи развития историко-философской науки после Октября 1917 г.:697
- Результаты дискуссии обсуждались и в зарубежной прессе. 20 августа 1948 года «Вашингтон пост» назвала Г. Ф. Александрова «самым выдающимся советским философом»[4].